# Paradigm (informatica)
Paradigm, vroeger het Centrum voor informatica voor het Brussels Gewest (CIBG), is de organisatie van openbaar belang van het Brussels Hoofdstedelijk Gewest verantwoordelijk voor regionale en gemeentelijke informatica.
Paradigm werd opgericht door een wet van 21 augustus 1987 en gewijzigd door een regionaal besluit van 29 juli 1999. Het heeft tot doel het gebruik van informatietechnologieën en communicatie (ICT) te organiseren, promoten en verspreiden onder verschillende doelgroepen in Brussel.
In 2016 lanceerde Paradigm zijn opendataportaal. Dit portaal fungeert als enig toegangspunt tot datasets van de Brusselse overheidsdiensten en hun partners.